# Bosnië en Herzegovina op het Eurovisiesongfestival 1993
Bosnië en Herzegovina nam deel aan het Eurovisiesongfestival 1993 in Millstreet, Ierland. Het was de 1ste deelname van het land op het Eurovisiesongfestival. De artiest werd gekozen door een nationale finale. BHRT was verantwoordelijk voor de Bosnische bijdrage voor de editie van 2011.

## Selectieprocedure
De nationale finale vond plaats in de studio's van de nationale omroep in Sarajevo op 28 februari, en werd gepresenteerd door Ismeta Krvavac.
In totaal deden er 11 artiesten mee aan deze finale, en de winnaar werd gekozen door een expertjury.
| Volgorde | Artiest                   | Lied                   | Plaats |
| -------- | ------------------------- | ---------------------- | ------ |
| 1        | Fazla                     | "Sva bol svijeta"      | 1      |
| 2        | Monia Sušac               | "Ti i ja"              |        |
| 3        | Izvodaca                  | "Srce Evrope"          |        |
| 4        | Nina                      | "Zapleši"              |        |
| 5        | Fuad Buzadzic             | "Vrijeme ljubavi"      | 2      |
| 6        | Dražen Žerić              | "Monroe"               |        |
| 7        | Davorin Popović           | "Raspored zvijezda"    | 5      |
| 8        | Alma Čardžić              | "Svi na ulice"         | 2      |
| 9        | Edo and Adi Mulahalilović | "Bosna će još pjevati" | 3      |
| 10       | Selver Brdaric            | "Mona Liza"            |        |
| 11       | Alen Mustafic             | "Ljeto i maline"       |        |

## In Millstreet
In Ierland moest Bosnië-Herzegovina optreden als 18de, net na Finland en voor het Verenigd Koninkrijk.
Op het einde van de puntentelling bleek dat ze op een 16de plaats waren geëindigd met 27 punten.
Men ontving 1 keer het maximum van de punten.
België en Nederland gaven respectievelijk 1 en 0 punten aan deze inzending.

### Gekregen punten

#### Finale
| 12 punten | 10 punten           | 8 punten           | 7 punten | 6 punten |
| --------- | ------------------- | ------------------ | -------- | -------- |
| - Turkije |                     |                    |          |          |
| 5 punten  | 4 punten            | 3 punten           | 2 punten | 1 punt   |
|           | - Frankrijk - Malta | - Ierland - Italië |          | - België |

### Punten gegeven door Bosnië-Herzegovina

#### Finale
Punten gegeven in de finale:
| 12 punten | Oostenrijk          |
| 10 punten | Nederland           |
| 8 punten  | Ierland             |
| 7 punten  | Noorwegen           |
| 6 punten  | Spanje              |
| 5 punten  | Denemarken          |
| 4 punten  | Malta               |
| 3 punten  | Verenigd Koninkrijk |
| 2 punten  | Turkije             |
| 1 punt    | Slovenië            |